# Chironomus tardus
Chironomus tardus är en tvåvingeart som beskrevs av Butler 1982. Chironomus tardus ingår i släktet Chironomus och familjen fjädermyggor.
Artens utbredningsområde är Alaska. Inga underarter finns listade i Catalogue of Life.